# Ohio Falls Motor Car Company
Ohio Falls Motor Car Company war ein US-amerikanischer Hersteller von Automobilen.

## Unternehmensgeschichte
Ferdinand Kahler war der Eigentümer der New Albany woodworking and furniture Company. Er hatte viele Karosserien für die American Automobile Manufacturing Company hergestellt. Als dieses Unternehmen 1913 in die Insolvenz ging, hatte Kahler das Problem, dass er eine große Menge fertiger Karosserien vorrätig hatte, aber keinen Abnehmer dafür. Er entschloss sich, selber Automobile herzustellen. Dazu gründete er die Ohio Falls Motor Car Company in New Albany in Indiana und übernahm die Reste des insolventen Unternehmens. Er begann 1913 mit der Produktion von Automobilen. Der Markenname lautete Pilgrim. Die Geschäfte liefen schlecht. Drei Insolvenzen führten 1914 zur Aufgabe der Produktion. Die Crown Motor Car Company übernahm das Unternehmen. Insgesamt entstanden etwa zwölf Fahrzeuge.
Weitere Hersteller von Personenkraftwagen der Marke Pilgrim waren Pilgrim Motor Vehicle Company und Pilgrim Motor Car Company aus den USA sowie Pilgrim’s Way Motor und Pilgrim Cars aus dem Vereinigten Königreich.

## Fahrzeuge
Die Fahrzeuge hatten einen Vierzylindermotor von der Continental Motors Company. Er war mit 44/50 PS angegeben. Das Fahrgestell hatte 305 cm Radstand. Darauf wurden die vorrätigen Karosserien montiert. Der Neupreis betrug 1800 US-Dollar. Eine Abbildung zeigt einen offenen Tourenwagen.